# Panopoda scissa
Panopoda scissa là một loài bướm đêm trong họ Erebidae.